# Jussy, Moselle
Jussy (Moselle) là một xã trong vùng Grand Est, thuộc tỉnh Moselle, quận Metz-Campagne, tổng Ars-sur-Moselle. Tọa độ địa lý của xã là 49° 06' vĩ độ bắc, 06° 05' kinh độ đông. Jussy (Moselle) nằm trên độ cao trung bình là 280 mét trên mực nước biển, có điểm thấp nhất là 165 mét và điểm cao nhất là 345 mét. Xã có diện tích 2,91 km², dân số vào thời điểm 2005 là 451 người; mật độ dân số là 155,5 người/km².

## Thông tin nhân khẩu
| 1962 | 1968 | 1975 | 1982 | 1990 | 1999 |
| ---- | ---- | ---- | ---- | ---- | ---- |
| 281  | 317  | 368  | 396  | 418  | 475  |